# Rapala gebenia
Rapala gebenia är en fjärilsart som beskrevs av Hans Fruhstorfer 1914. Rapala gebenia ingår i släktet Rapala och familjen juvelvingar. Inga underarter finns listade.